# Domiziano (nome)
Domiziano  è un nome proprio di persona italiano maschile.

## Varianti
- Femminili: Domiziana[2]

### Varianti in altre lingue
- Bulgaro: Домициан (Domician)
- Catalano: Domicià[3]
- Croato: Domicijan
- Esperanto: Domiciano
- Francese: Domitien
- Galiziano: Domiciano
- Greco moderno: Δομιτιανός (Domitianos)
- Inglese: Domitian[4]
- Latino: Domitianus[1][4]
- Lettone: Domiciāns
- Lituano: Domicianas
- Polacco: Domicjan
- Portoghese: Domiciano
- Russo: Домициан (Domician)
- Serbo: Домицијан (Domicijan)
- Slovacco: Domicián
- Sloveno: Domicijan
- Spagnolo: Domiciano[3]
- Tedesco: Domitian
- Ucraino: Доміціан (Domician)

## Origine e diffusione
Riprende il cognomen romano Domitianus, che è un patronimico di Domitius (quindi significa "appartenente a Domizio", "relativo a Domizio"). Talvolta viene considerato variante dello stesso Domizio.

## Onomastico
L'onomastico si può festeggiare in memoria di più santi, alle date seguenti:
- 10 gennaio, san Domiziano, vescovo di Melitene e diplomatico[6][7]
- 27 gennaio, san Domiziano, monaco a Melitene[6]
- 5 febbraio, san Domiziano, duca di Carinzia[6]
- 7 maggio, san Domiziano di Huy, sacerdote e vescovo di Tongeren[7]
- 15 giugno, san Domiziano, monaco benedettino a Lobbes[7]
- 1º luglio, san Domiziano, abate a Lerino e poi a Bebron (oggi Saint-Rambert-en-Bugey)[5][6][7]
- 1º agosto, san Domiziano, martire con altri compagni a Filadelfia[5][7]
- 9 agosto, san Domiziano, vescovo di Châlons[3][5][7]
- 28 dicembre, san Domiziano, martire ad Ancira[5][7]

## Persone
- Domiziano, imperatore romano

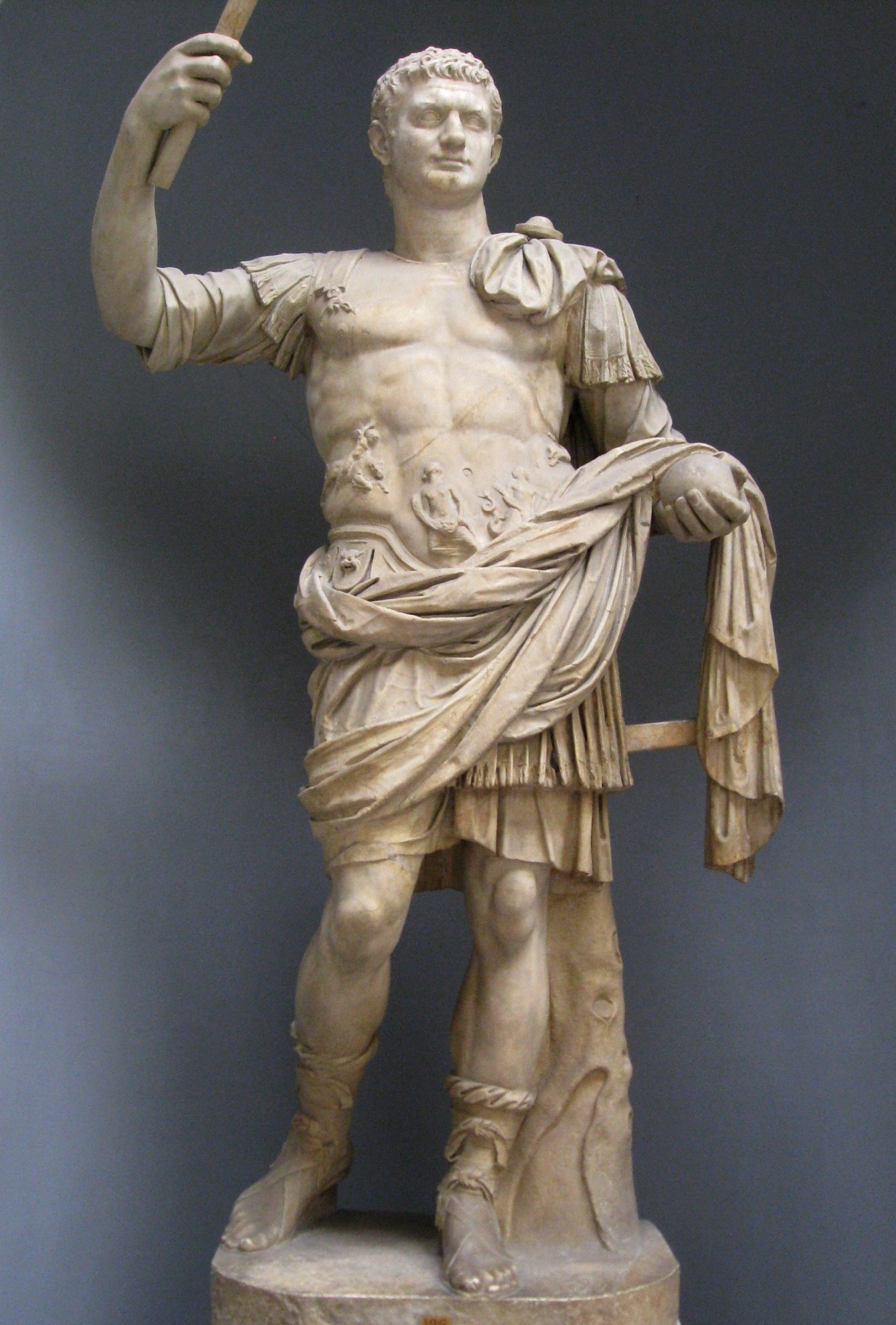
Domiziano

- Domiziano, senatore romano e prefetto del pretorio d'Oriente
- Domiziano II, militare romano, imperatore delle Gallie
- Domiziano di Melitene, vescovo e santo bizantino
- Domiziano Arcangeli, attore italiano naturalizzato statunitense

### Varianti maschili
- Domiciano Cavém, calciatore portoghese
- Domitien Ndayizeye, politico burundese

### Variante femminile Domiziana
- Domiziana Giordano, attrice e artista italiana